# Siegmund von Pranckh
Siegmund Freiherr von Pranckh (5 de diciembre de 1821, Altötting, Alta Baviera - 8 de mayo de 1888, Múnich), descendiente de la antigua familia noble austriaca Pranckh, residente en la antigua marca y después ducado de Estiria, fue un general bávaro y Ministro de Guerra.

## Biografía
Pranckh se unió al ejército en Múnich en 1840 en el cuerpo de cadetes y en 1849 (con el grado de capitán) trabajó en el Generalquartiermeister. Permaneció en el Departamento de Guerra hasta 1863 antes de entrar en el 3.º Regimiento de Infantería como oberst y después en 1865 entró en el Regimiento de Guardias, con el que combatió en la guerra austro-prusiana, participando en la batalla de Kissingen y en el asalto de Nüdlingen. Poco después, Pranckh (como ministro de guerra) en 1868 reorganizó el Ejército bávaro.
Inmediatamente después del estallido de la guerra franco-prusiana alcanzó el grado de Teniente General, y prudentemente y con efectividad organizó el Ejército bávaro y su munición después de haber sufrido considerables pérdidas. También fue significativamente involucrado en la conclusión del Tratado de Versalles del 23 de noviembre de 1870. Por sus logros se le concedió una donación de 100.000 coronas de las compensaciones de guerra.
En 1872 Pranckh inició una reforma en más profundidad del ejército. A principios de 1875 fue elegido General der Infanterie y el 4 de abril de 1875 elegido capitán general de la guardia Hartschier. Como solicitó, fue liberado de encabezar el ministerio de guerra en 1876, y pasó a ser Generalkapitän de la guardia Hartschier.
Está enterrado en el Antiguo Cementerio del Sur en Múnich.